# Johann Peter Frank
Johann Peter Frank, född 19 mars 1745 i Rodalben i Markgrevskapet Baden, död 24 april 1821 i Wien, var en tysk läkare. Han var far till Joseph Frank.
Frank studerade först filosofi, blev filosofie doktor 1763, studerade därefter medicin i Heidelberg och Strassburg och blev medicine doktor 1765. År 1772 blev han läkare hos furstbiskopen av Speyer i Bruchsal; här höll han föreläsningar för kirurger och grundade en barnmorskeskola. År 1784 blev han professor i klinisk medicin i Göttingen, men flyttade 1786 till Pavia, där han som generaldirektör för medicinalväsendet fick stor betydelse för ordnandet av den medicinska undervisningen och läkarväsendet i Lombardiet. 
År 1795 kallades han till Wien som professor i klinisk medicin och direktör för Allgemeines Krankenhaus och inlade där stor förtjänst om undervisningen och genom förbättring av sjukhuset. Han kunde emellertid inte heller där finna ro, utan lät sig utnämnas till professor i Vilnius 1804 och senare i Sankt Petersburg. År 1808 tog han avsked, återvände till Wien, där Napoleon konsulterade honom och föreslog honom att ta sig till Paris, vilket dock inte blev av. Efter en kortare vistelse i Freiburg im Breisgau reste han åter till Wien, där han stannade till sin död. 
Frank var en av sin tids främsta läkare; han var en mycket eftersökt läkare och lärare samt en utmärkt organisatör. Han gjorde sig särskilt förtjänt av hygienen, som han var den förste, som urskilde som en särskild disciplin. Hans huvudarbete är System einer vollständigen medicinischen Polizei i sex band (1779–1819) och bland hans talrika medicinska arbeten De curandis hominum morbis epitome, likaledes i sex band, som utkom i flera upplagor och talrika översättningar. Hans självbiografi utkom 1802.